# Liste des municipalités de l'État de São Paulo
L'État de l'État de São Paulo, au Brésil compte 645 municipalités (municípios en portugais).

## Municipalités

### A
- Adamantina
- Adolfo
- Aguaí
- Águas da Prata
- Águas de Lindóia
- Águas de Santa Bárbara
- Águas de São Pedro
- Agudos
- Alambari
- Alfredo Marcondes
- Altair
- Altinópolis
- Alto Alegre
- Alumínio
- Álvares Florence
- Álvares Machado
- Álvaro de Carvalho
- Alvinlândia
- Americana
- Américo Brasiliense
- Américo de Campos
- Amparo
- Analândia
- Andradina
- Angatuba
- Anhembi
- Anhumas
- Aparecida
- Aparecida d'Oeste
- Apiaí
- Araçariguama
- Araçatuba
- Araçoiaba da Serra
- Aramina
- Arandu
- Arapeí
- Araraquara
- Araras
- Arco-Íris
- Arealva
- Areias
- Areiópolis
- Ariranha
- Artur Nogueira
- Arujá
- Aspásia
- Assis
- Atibaia
- Auriflama
- Avaí
- Avanhandava
- Avaré

### B
- Bady Bassitt
- Balbinos
- Bálsamo
- Bananal
- Barão de Antonina
- Barbosa
- Bariri
- Barra Bonita
- Barra do Chapéu
- Barra do Turvo
- Barretos
- Barrinha
- Barueri
- Bastos
- Batatais
- Bauru
- Bebedouro
- Bento de Abreu
- Bernardino de Campos
- Bertioga
- Bilac
- Birigui
- Biritiba-Mirim
- Boa Esperança do Sul
- Bocaina
- Bofete
- Boituva
- Bom Jesus dos Perdões
- Bom Sucesso de Itararé
- Borá
- Boraceia
- Borborema
- Borebi
- Botucatu
- Bragança Paulista
- Braúna
- Brejo Alegre
- Brodowski
- Brotas
- Buri
- Buritama
- Buritizal

### C
- Cabrália Paulista
- Cabreúva
- Caçapava
- Cachoeira Paulista
- Caconde
- Cafelândia
- Caiabu
- Caieiras
- Caiuá
- Cajamar
- Cajati
- Cajobi
- Cajuru
- Campina do Monte Alegre
- Campinas
- Campo Limpo Paulista
- Campos do Jordão
- Campos Novos Paulista
- Cananéia
- Canas
- Cândido Mota
- Cândido Rodrigues
- Canitar
- Capão Bonito
- Capela do Alto
- Capivari
- Caraguatatuba
- Carapicuíba
- Cardoso
- Casa Branca
- Cássia dos Coqueiros
- Castilho
- Catanduva
- Catiguá
- Cedral
- Cerqueira César
- Cerquilho
- Cesário Lange
- Charqueada
- Chavantes
- Clementina
- Colina
- Colômbia
- Conchal
- Conchas
- Cordeirópolis
- Coroados
- Coronel Macedo
- Corumbataí
- Cosmópolis
- Cosmorama
- Cotia
- Cravinhos
- Cristais Paulista
- Cruzália
- Cruzeiro
- Cubatão
- Cunha

### D/F
- Descalvado
- Diadema
- Dirce Reis
- Divinolândia
- Dobrada
- Dois Córregos
- Dolcinópolis
- Dourado
- Dracena
- Duartina
- Dumont

- Echaporã
- Eldorado
- Elias Fausto
- Elisiário
- Embaúba
- Embu
- Embu-Guaçu
- Emilianópolis
- Engenheiro Coelho
- Espírito Santo do Pinhal
- Espírito Santo do Turvo
- Estiva Gerbi
- Estrela d'Oeste
- Estrela do Norte
- Euclides da Cunha Paulista

- Fartura
- Fernandópolis
- Fernando Prestes
- Fernão
- Ferraz de Vasconcelos
- Flora Rica
- Floreal
- Flórida Paulista
- Florínia
- Franca
- Francisco Morato
- Franco da Rocha

### G-H
- Gabriel Monteiro
- Gália
- Garça
- Gastão Vidigal
- Gavião Peixoto
- General Salgado
- Getulina
- Glicério
- Guaiçara
- Guaimbê
- Guaíra
- Guapiaçu
- Guapiara
- Guará
- Guaraçaí
- Guaraci
- Guarani d'Oeste
- Guarantã
- Guararapes
- Guararema
- Guaratinguetá
- Guareí
- Guariba
- Guarujá
- Guarulhos
- Guatapará
- Guzolândia

- Herculândia
- Holambra
- Hortolândia

### I
- Iacanga
- Iacri
- Iaras
- Ibaté
- Ibirá
- Ibirarema
- Ibitinga
- Ibiúna
- Icém
- Iepê
- Igaraçu do Tietê
- Igarapava
- Igaratá
- Iguape
- Ilhabela
- Ilha Comprida
- Ilha Solteira
- Indaiatuba
- Indiana
- Indiaporã
- Inúbia Paulista
- Ipaussu
- Iperó
- Ipeúna
- Ipiguá
- Iporanga
- Ipuã
- Iracemápolis
- Irapuã
- Irapuru
- Itaberá
- Itaí
- Itajobi
- Itaju
- Itanhaém
- Itaoca
- Itapecerica da Serra
- Itapetininga
- Itapeva
- Itapevi
- Itapira
- Itapirapuã Paulista
- Itápolis
- Itaporanga
- Itapuí
- Itapura
- Itaquaquecetuba
- Itararé
- Itariri
- Itatiba
- Itatinga
- Itirapina
- Itirapuã
- Itobi
- Itu
- Itupeva
- Ituverava

### J/L
- Jaborandi
- Jaboticabal
- Jacareí
- Jaci
- Jacupiranga
- Jaguariúna
- Jales
- Jambeiro
- Jandira
- Jardinópolis
- Jarinu
- Jaú
- Jeriquara
- Joanópolis
- João Ramalho
- José Bonifácio
- Júlio Mesquita
- Jumirim
- Jundiaí
- Junqueirópolis
- Juquiá
- Juquitiba

- Lagoinha
- Laranjal Paulista
- Lavínia
- Lavrinhas
- Leme
- Lençóis Paulista
- Limeira
- Lindóia
- Lins
- Lorena
- Lourdes
- Louveira
- Lucélia
- Lucianópolis
- Luís Antônio
- Luiziânia
- Lupércio
- Lutécia

### M
- Macatuba
- Macaubal
- Macedônia
- Magda
- Mairinque
- Mairiporã
- Manduri
- Marabá Paulista
- Maracaí
- Marapoama
- Mariápolis
- Marília
- Marinópolis
- Martinópolis
- Matão
- Mauá
- Mendonça
- Meridiano
- Mesópolis
- Miguelópolis
- Mineiros do Tietê
- Miracatu
- Mira Estrela
- Mirandópolis
- Mirante do Paranapanema
- Mirassol
- Mirassolândia
- Mococa
- Mogi das Cruzes
- Mogi Guaçu
- Mogi Mirim
- Mombuca
- Monções
- Mongaguá
- Monte Alegre do Sul
- Monte Alto
- Monte Aprazível
- Monte Azul Paulista
- Monte Castelo
- Monteiro Lobato
- Monte Mor
- Morro Agudo
- Morungaba
- Motuca
- Murutinga do Sul

### N-O
- Nantes
- Narandiba
- Natividade da Serra
- Nazaré Paulista
- Neves Paulista
- Nhandeara
- Nipoã
- Nova Aliança
- Nova Campina
- Nova Canaã Paulista
- Nova Castilho
- Nova Europa
- Nova Granada
- Nova Guataporanga
- Nova Independência
- Novais
- Nova Luzitânia
- Nova Odessa
- Novo Horizonte
- Nuporanga

- Ocauçu
- Óleo
- Olímpia
- Onda Verde
- Oriente
- Orindiúva
- Orlândia
- Osasco
- Oscar Bressane
- Oswaldo Cruz
- Ourinhos
- Ouroeste
- Ouro Verde

### P
- Pacaembu
- Palestina
- Palmares Paulista
- Palmeira d'Oeste
- Palmital
- Panorama
- Paraguaçu Paulista
- Paraibuna
- Paraíso
- Paranapanema
- Paranapuã
- Parapuã
- Pardinho
- Pariquera-Açu
- Parisi
- Patrocínio Paulista
- Paulicéia
- Paulínia
- Paulistânia
- Paulo de Faria
- Pederneiras
- Pedra Bela
- Pedranópolis
- Pedregulho
- Pedreira
- Pedrinhas Paulista
- Pedro de Toledo
- Penápolis
- Pereira Barreto
- Pereiras
- Peruíbe
- Piacatu
- Piedade
- Pilar do Sul
- Pindamonhangaba
- Pindorama
- Pinhalzinho
- Piquerobi
- Piquete
- Piracaia
- Piracicaba
- Piraju
- Pirajuí
- Pirangi
- Pirapora do Bom Jesus
- Pirapozinho
- Pirassununga
- Piratininga
- Pitangueiras
- Planalto
- Platina
- Poá
- Poloni
- Pompeia
- Pongaí
- Pontal
- Pontalinda
- Pontes Gestal
- Populina
- Porangaba
- Porto Feliz
- Porto Ferreira
- Potim
- Potirendaba
- Pracinha
- Pradópolis
- Praia Grande
- Pratânia
- Presidente Alves
- Presidente Bernardes
- Presidente Epitácio
- Presidente Prudente
- Presidente Venceslau
- Promissão

### Q-R
- Quadra
- Quatá
- Queiroz
- Queluz
- Quintana

- Rafard
- Rancharia
- Redenção da Serra
- Regente Feijó
- Reginópolis
- Registro
- Restinga
- Ribeira
- Ribeirão Bonito
- Ribeirão Branco
- Ribeirão Corrente
- Ribeirão do Sul
- Ribeirão dos Índios
- Ribeirão Grande
- Ribeirão Pires
- Ribeirão Preto
- Riversul
- Rifaina
- Rincão
- Rinópolis
- Rio Claro
- Rio das Pedras
- Rio Grande da Serra
- Riolândia
- Rosana
- Roseira
- Rubiácea
- Rubinéia

### S
- Sabino
- Sagres
- Sales
- Sales Oliveira
- Salesópolis
- Salmourão
- Saltinho
- Salto
- Salto de Pirapora
- Salto Grande
- Sandovalina
- Santa Adélia
- Santa Albertina
- Santa Bárbara d'Oeste
- Santa Branca
- Santa Clara d'Oeste
- Santa Cruz da Conceição
- Santa Cruz da Esperança
- Santa Cruz das Palmeiras
- Santa Cruz do Rio Pardo
- Santa Ernestina
- Santa Fé do Sul
- Santa Gertrudes
- Santa Isabel
- Santa Lúcia
- Santa Maria da Serra
- Santa Mercedes
- Santana da Ponte Pensa
- Santana de Parnaíba
- Santa Rita d'Oeste
- Santa Rita do Passa Quatro
- Santa Rosa de Viterbo
- Santa Salete
- Santo Anastácio
- Santo André
- Santo Antônio da Alegria
- Santo Antônio de Posse
- Santo Antônio do Aracanguá
- Santo Antônio do Jardim
- Santo Antônio do Pinhal
- Santo Expedito
- Santópolis do Aguapeí
- Santos
- São Bento do Sapucaí
- São Bernardo do Campo
- São Caetano do Sul
- São Carlos
- São Francisco
- São João da Boa Vista
- São João das Duas Pontes
- São João de Iracema
- São João do Pau d'Alho
- São Joaquim da Barra
- São José da Bela Vista
- São José do Barreiro
- São José do Rio Pardo
- São José do Rio Preto
- São José dos Campos
- São Lourenço da Serra
- São Luís do Paraitinga
- São Manuel
- São Miguel Arcanjo
- São Paulo  (capitale de l'État de São Paulo)
- São Pedro
- São Pedro do Turvo
- São Roque
- São Sebastião
- São Sebastião da Grama
- São Simão
- São Vicente
- Sarapuí
- Sarutaiá
- Sebastianópolis do Sul
- Serra Azul
- Serrana
- Serra Negra
- Sertãozinho
- Sete Barras
- Severínia
- Silveiras
- Socorro
- Sorocaba
- Sud Mennucci
- Sumaré
- Suzano
- Suzanápolis

### T
- Tabapuã
- Tabatinga
- Taboão da Serra
- Taciba
- Taguaí
- Taiaçu
- Taiúva
- Tambaú
- Tanabi
- Tapiraí
- Tapiratiba
- Taquaral
- Taquaritinga
- Taquarituba
- Taquarivaí
- Tarabai
- Tarumã
- Tatuí
- Taubaté
- Tejupá
- Teodoro Sampaio
- Terra Roxa
- Tietê
- Timburi
- Torre de Pedra
- Torrinha
- Trabiju
- Tremembé
- Três Fronteiras
- Tuiuti
- Tupã
- Tupi Paulista
- Turiúba
- Turmalina

### U
- Ubarana
- Ubatuba
- Ubirajara
- Uchoa
- União Paulista
- Urânia
- Uru
- Urupês

### V
- Valentim Gentil
- Valinhos
- Valparaíso
- Vargem
- Vargem Grande do Sul
- Vargem Grande Paulista
- Várzea Paulista
- Vera Cruz
- Vinhedo
- Viradouro
- Vista Alegre do Alto
- Vitória Brasil
- Votorantim
- Votuporanga

### Z
- Zacarias

## Sources
- Infos supplémentaires (cartes simple et en PDF, et informations sur l'État).
- Infos sur les municipalités du Brésil
- Liste alphabétique des municipalités du Brésil